# 에이미 어빙
에이미 어빙(Amy Irving, 1953년 9월 10일 ~ )은 미국의 배우이다.

## 출연 작품
- 언세인 (2018)
- 아담 (2009)
- 숨바꼭질 (2005)
- 터크 애버래스팅 (2002)
- 13 컨버세이션 (2001)
- 보사 노바 (2000)
- 트래픽 (2000)
- 컨페션 (1999)
- 캐리 2 (1999)
- 해리 파괴하기 (1997)
- 육체의 유혹 (1996)
- 트러블 커플 (1996)
- 크리미널 게임 (1995)
- 환상 특급 - 로스트 클래식스 (1994)
- 위험한 누명 (1993)
- 피블의 모험 2 (1991)
- 쇼 오브 포스 (1990)
- 전쟁의 사상자들 (1989)
- 결혼 소동 (1988)
- 누가 로져 래빗을 모함했나 (1988)
- 아나스타샤 (1986)
- 하나를 위한 삼중주 (1984)
- 엔틀 (1983)
- 허니서클 로즈 (1980)
- 사랑은 선율을 타고 (1980)
- 분노의 악령 (1978)
- 아임 어 풀 (1977)
- 캐리 (1976)